# Јужноафричка Република на Олимпијским играма
Јужноафричка Република се први пут појавила на Олимпијским играма 1904. године и од тада је Јужноафричка Република слала своје спортисте на све наредних одржане Летњих олимпијада до 1960. године.
После резолуције Уједињених нација бр. 1761. које су донесене 1962. године због политике апартхејда Јужноафричка Република је искључена са Олимпијских игара све до 1992. године када се стање у држави променило и држава је поново постала чланица Међународног олимпијског комитета, и од онда поново учествује на свим наредним Летњим олимпијадама.
На Зимске олимпијске игре Јужноафричка Република је своје спортисте први пут послала 1960. године, а после тога так 1994. и од тада на све наредне одржане зимске олимпијаде. Представници Јужноафричке Републике закључно са Олимпијским играма одржаним 2008. године у Пекингу су освојили 70 олимпијских медаља и од тога чак 20 златних. Све медаље су освојене на Летњим олимпијским играма.
Национални олимпијски комитет Јужноафричке Републике (South African Sports Confederation and Olympic Committee) је основан 1991. и признат од стране Међународног олимпијског комитета исте године.

## Медаље

### Освојене медаље на ЛОИ
| Учешће и освојене медаље Јужноафричке Републике на ЛОИ |                                         |                                         |                                         |                                         |                                         |                                         |                                         |                                         |                                         |                                         |
| ЛОИ                                                    | Носилац заставе                         | Учешће                                  | Муш.                                    | Жене                                    | спорт.                                  | Злато                                   | Сребро                                  | Бронза                                  | Укупно                                  | Ранг                                    |
| 1896. Атина                                            | Јужноафричка Република није учествовала | Јужноафричка Република није учествовала | Јужноафричка Република није учествовала | Јужноафричка Република није учествовала | Јужноафричка Република није учествовала | Јужноафричка Република није учествовала | Јужноафричка Република није учествовала | Јужноафричка Република није учествовала | Јужноафричка Република није учествовала | Јужноафричка Република није учествовала |
| 1900. Париз                                            | Јужноафричка Република није учествовала | Јужноафричка Република није учествовала | Јужноафричка Република није учествовала | Јужноафричка Република није учествовала | Јужноафричка Република није учествовала | Јужноафричка Република није учествовала | Јужноафричка Република није учествовала | Јужноафричка Република није учествовала | Јужноафричка Република није учествовала | Јужноафричка Република није учествовала |
| 1904. Сент Луис                                        |                                         |                                         |                                         |                                         |                                         | 0                                       | 0                                       | 0                                       | 0                                       |                                         |
| 1908. Лондон                                           |                                         |                                         |                                         |                                         |                                         | 1                                       | 1                                       | 0                                       | 2                                       |                                         |
| 1912. Стокхолм                                         |                                         |                                         |                                         |                                         |                                         | 4                                       | 2                                       | 0                                       | 6                                       |                                         |
| 1920. Антверпен                                        |                                         |                                         |                                         |                                         |                                         | 3                                       | 4                                       | 3                                       | 10                                      |                                         |
| 1924. Париз                                            |                                         |                                         |                                         |                                         |                                         | 1                                       | 1                                       | 1                                       | 3                                       |                                         |
| 1928. Амстердам                                        |                                         |                                         |                                         |                                         |                                         | 1                                       | 0                                       | 2                                       | 3                                       |                                         |
| 1932. Лос Анђелес                                      |                                         |                                         |                                         |                                         |                                         | 2                                       | 0                                       | 3                                       | 5                                       |                                         |
| 1936. Берлин                                           |                                         |                                         |                                         |                                         |                                         | 0                                       | 1                                       | 0                                       | 1                                       |                                         |
| 1948. Лондон                                           |                                         |                                         |                                         |                                         |                                         | 2                                       | 1                                       | 1                                       | 4                                       |                                         |
| 1952. Хелсинки                                         |                                         |                                         |                                         |                                         |                                         | 2                                       | 4                                       | 4                                       | 10                                      |                                         |
| 1956. Мелбурн и Стокхолм                               |                                         |                                         |                                         |                                         |                                         | 0                                       | 0                                       | 4                                       | 4                                       |                                         |
| 1960. Рим                                              |                                         |                                         |                                         |                                         |                                         | 0                                       | 1                                       | 2                                       | 3                                       |                                         |
| 1964. Токио                                            | Јужноафричка Република није учествовала | Јужноафричка Република није учествовала | Јужноафричка Република није учествовала | Јужноафричка Република није учествовала | Јужноафричка Република није учествовала | Јужноафричка Република није учествовала | Јужноафричка Република није учествовала | Јужноафричка Република није учествовала | Јужноафричка Република није учествовала | Јужноафричка Република није учествовала |
| 1968. Мексико Сити                                     | Јужноафричка Република није учествовала | Јужноафричка Република није учествовала | Јужноафричка Република није учествовала | Јужноафричка Република није учествовала | Јужноафричка Република није учествовала | Јужноафричка Република није учествовала | Јужноафричка Република није учествовала | Јужноафричка Република није учествовала | Јужноафричка Република није учествовала | Јужноафричка Република није учествовала |
| 1972. Минхен                                           | Јужноафричка Република није учествовала | Јужноафричка Република није учествовала | Јужноафричка Република није учествовала | Јужноафричка Република није учествовала | Јужноафричка Република није учествовала | Јужноафричка Република није учествовала | Јужноафричка Република није учествовала | Јужноафричка Република није учествовала | Јужноафричка Република није учествовала | Јужноафричка Република није учествовала |
| 1976. Монтреал                                         | Јужноафричка Република није учествовала | Јужноафричка Република није учествовала | Јужноафричка Република није учествовала | Јужноафричка Република није учествовала | Јужноафричка Република није учествовала | Јужноафричка Република није учествовала | Јужноафричка Република није учествовала | Јужноафричка Република није учествовала | Јужноафричка Република није учествовала | Јужноафричка Република није учествовала |
| 1980. Москва                                           | Јужноафричка Република није учествовала | Јужноафричка Република није учествовала | Јужноафричка Република није учествовала | Јужноафричка Република није учествовала | Јужноафричка Република није учествовала | Јужноафричка Република није учествовала | Јужноафричка Република није учествовала | Јужноафричка Република није учествовала | Јужноафричка Република није учествовала | Јужноафричка Република није учествовала |
| 1984. Лос Анђелес                                      | Јужноафричка Република није учествовала | Јужноафричка Република није учествовала | Јужноафричка Република није учествовала | Јужноафричка Република није учествовала | Јужноафричка Република није учествовала | Јужноафричка Република није учествовала | Јужноафричка Република није учествовала | Јужноафричка Република није учествовала | Јужноафричка Република није учествовала | Јужноафричка Република није учествовала |
| 1988. Сеул                                             | Јужноафричка Република није учествовала | Јужноафричка Република није учествовала | Јужноафричка Република није учествовала | Јужноафричка Република није учествовала | Јужноафричка Република није учествовала | Јужноафричка Република није учествовала | Јужноафричка Република није учествовала | Јужноафричка Република није учествовала | Јужноафричка Република није учествовала | Јужноафричка Република није учествовала |
| 1992. Барселона                                        |                                         |                                         |                                         |                                         |                                         | 0                                       | 2                                       | 0                                       | 2                                       |                                         |
| 1996. Атланта                                          |                                         |                                         |                                         |                                         |                                         | 3                                       | 1                                       | 1                                       | 5                                       |                                         |
| 2000. Сиднеј                                           |                                         |                                         |                                         |                                         |                                         | 0                                       | 2                                       | 3                                       | 5                                       |                                         |
| 2004. Атина                                            |                                         |                                         |                                         |                                         |                                         | 1                                       | 3                                       | 2                                       | 6                                       |                                         |
| 2008. Пекинг                                           |                                         |                                         |                                         |                                         |                                         | 0                                       | 1                                       | 0                                       | 1                                       |                                         |
| 2012. Лондон                                           |                                         |                                         |                                         |                                         |                                         | 3                                       | 2                                       | 1                                       | 6                                       |                                         |
| 2016. Рио де Жанеиро                                   |                                         |                                         |                                         |                                         |                                         | 2                                       | 6                                       | 2                                       | 10                                      |                                         |
| 2020. Токио                                            |                                         |                                         |                                         |                                         |                                         |                                         |                                         |                                         |                                         |                                         |
| 2024. Париз                                            |                                         |                                         |                                         |                                         |                                         |                                         |                                         |                                         |                                         |                                         |
| 2028. Лос Анђелес                                      | предстојећи догађај                     |                                         |                                         |                                         |                                         |                                         |                                         |                                         |                                         |                                         |
| 2032. Бризбејн                                         | предстојећи догађај                     |                                         |                                         |                                         |                                         |                                         |                                         |                                         |                                         |                                         |
| Укупно                                                 |                                         |                                         |                                         |                                         |                                         | 25                                      | 32                                      | 29                                      | 86                                      |                                         |

### Освојене медаље на ЗОИ
| Учешће и освојене медаље Јужноафричке Републике на ЗОИ |                                         |                                         |                                         |                                         |                                         |                                         |                                         |                                         |                                         |                                         |
| ЛОИ                                                    | Носилац заставе                         | Учешће                                  | Муш.                                    | Жене                                    | спорт.                                  | Злато                                   | Сребро                                  | Бронза                                  | Укупно                                  | Ранг                                    |
| 1960. Скво Вали                                        |                                         |                                         |                                         |                                         |                                         | 0                                       | 0                                       | 0                                       | 0                                       |                                         |
| 1964. Инзбрук                                          | Јужноафричка Република није учествовала | Јужноафричка Република није учествовала | Јужноафричка Република није учествовала | Јужноафричка Република није учествовала | Јужноафричка Република није учествовала | Јужноафричка Република није учествовала | Јужноафричка Република није учествовала | Јужноафричка Република није учествовала | Јужноафричка Република није учествовала | Јужноафричка Република није учествовала |
| 1968. Гренобл                                          | Јужноафричка Република није учествовала | Јужноафричка Република није учествовала | Јужноафричка Република није учествовала | Јужноафричка Република није учествовала | Јужноафричка Република није учествовала | Јужноафричка Република није учествовала | Јужноафричка Република није учествовала | Јужноафричка Република није учествовала | Јужноафричка Република није учествовала | Јужноафричка Република није учествовала |
| 1972. Сапоро                                           | Јужноафричка Република није учествовала | Јужноафричка Република није учествовала | Јужноафричка Република није учествовала | Јужноафричка Република није учествовала | Јужноафричка Република није учествовала | Јужноафричка Република није учествовала | Јужноафричка Република није учествовала | Јужноафричка Република није учествовала | Јужноафричка Република није учествовала | Јужноафричка Република није учествовала |
| 1976. Инзбрук                                          | Јужноафричка Република није учествовала | Јужноафричка Република није учествовала | Јужноафричка Република није учествовала | Јужноафричка Република није учествовала | Јужноафричка Република није учествовала | Јужноафричка Република није учествовала | Јужноафричка Република није учествовала | Јужноафричка Република није учествовала | Јужноафричка Република није учествовала | Јужноафричка Република није учествовала |
| 1980. Лејк Плесид                                      | Јужноафричка Република није учествовала | Јужноафричка Република није учествовала | Јужноафричка Република није учествовала | Јужноафричка Република није учествовала | Јужноафричка Република није учествовала | Јужноафричка Република није учествовала | Јужноафричка Република није учествовала | Јужноафричка Република није учествовала | Јужноафричка Република није учествовала | Јужноафричка Република није учествовала |
| 1984. Сарајево                                         | Јужноафричка Република није учествовала | Јужноафричка Република није учествовала | Јужноафричка Република није учествовала | Јужноафричка Република није учествовала | Јужноафричка Република није учествовала | Јужноафричка Република није учествовала | Јужноафричка Република није учествовала | Јужноафричка Република није учествовала | Јужноафричка Република није учествовала | Јужноафричка Република није учествовала |
| 1988. Калгари                                          | Јужноафричка Република није учествовала | Јужноафричка Република није учествовала | Јужноафричка Република није учествовала | Јужноафричка Република није учествовала | Јужноафричка Република није учествовала | Јужноафричка Република није учествовала | Јужноафричка Република није учествовала | Јужноафричка Република није учествовала | Јужноафричка Република није учествовала | Јужноафричка Република није учествовала |
| 1992. Албервил                                         | Јужноафричка Република није учествовала | Јужноафричка Република није учествовала | Јужноафричка Република није учествовала | Јужноафричка Република није учествовала | Јужноафричка Република није учествовала | Јужноафричка Република није учествовала | Јужноафричка Република није учествовала | Јужноафричка Република није учествовала | Јужноафричка Република није учествовала | Јужноафричка Република није учествовала |
| 1994. Лилехамер                                        |                                         |                                         |                                         |                                         |                                         | 0                                       | 0                                       | 0                                       | 0                                       |                                         |
| 1998. Нагано                                           |                                         |                                         |                                         |                                         |                                         | 0                                       | 0                                       | 0                                       | 0                                       |                                         |
| 2002. Солт Лејк Сити                                   |                                         |                                         |                                         |                                         |                                         | 0                                       | 0                                       | 0                                       | 0                                       |                                         |
| 2006. Торино                                           |                                         |                                         |                                         |                                         |                                         | 0                                       | 0                                       | 0                                       | 0                                       |                                         |
| 2010. Ванкувер                                         |                                         |                                         |                                         |                                         |                                         | 0                                       | 0                                       | 0                                       | 0                                       |                                         |
| 2014. Сочи                                             | Јужноафричка Република није учествовала | Јужноафричка Република није учествовала | Јужноафричка Република није учествовала | Јужноафричка Република није учествовала | Јужноафричка Република није учествовала | Јужноафричка Република није учествовала | Јужноафричка Република није учествовала | Јужноафричка Република није учествовала | Јужноафричка Република није учествовала | Јужноафричка Република није учествовала |
| 2018. Пјонгчанг                                        |                                         |                                         |                                         |                                         |                                         |                                         |                                         |                                         |                                         |                                         |
| 2022. Пекинг                                           |                                         |                                         |                                         |                                         |                                         |                                         |                                         |                                         |                                         |                                         |
| 2026. Милано и Кортина                                 | предстојећи догађај                     |                                         |                                         |                                         |                                         |                                         |                                         |                                         |                                         |                                         |
| 2030. Француски Алпи                                   | предстојећи догађај                     |                                         |                                         |                                         |                                         |                                         |                                         |                                         |                                         |                                         |
| 2034. Солт Лејк Сити                                   | предстојећи догађај                     |                                         |                                         |                                         |                                         |                                         |                                         |                                         |                                         |                                         |
| Укупно                                                 |                                         |                                         |                                         |                                         |                                         | 0                                       | 0                                       | 0                                       | 0                                       |                                         |